# Korpástönkű galambgomba
A korpástönkű galambgomba (Russula farinipes) az Agaricomycetes osztályának galambgomba-alkatúak (Russulales) rendjébe, ezen belül a galambgombafélék (Russulaceae) családjába tartozó, Eurázsiában és Észak-Amerikában honos, lombos erdőkben élő, nem ehető gombafaj.

## Megjelenése
A korpástönkű galambgomba kalapja 4-9 cm széles, alakja domború, idősebben széles domború, a közepe bemélyedő. Széle jól láthatóan bordázott, felszíne nedves időben síkos. Színe sárgásokker vagy sárgásbarna, rozsdafoltos lehet; sokszor kifakuló. A kalapbőr csak kissé szedhető le.
Húsa fehér, törékeny. Íze erősen csípős, szaga enyhén gyümölcsös.
Közepesen sűrű lemezei tönkhöz nőttek, féllemeze nincs. Színük fehéressárga, a lemezélek barnán foltosak.
Tönkje 3-7 cm magas és 1-1,8 cm vastag. Alakja hengeres, belül üreges. Színe fehér, idősen rozsdafoltos. Felszíne a csúcsán deres, hosszában ráncolt.
Spórapora fehér. Spórája gömbölyű, felszínén kis, izolált tüskék látszanak, mérete 6-8 x 5-6,5 µm. 

### Hasonló fajok
A krómsárga galambgomba kalapja élénksárga, lemezei fehérek, szaga erősen gyümölcsös, spórapora halványsárga; általában nyír alatt, nedves talajon található. A fakósárga galambgomba kalapja okkersárgás, lemezei fehérek.

## Elterjedése és termőhelye
Eurázsiában és Észak-Amerikában honos. Magyarországon ritka.  
Lomberdőkben él, általában tölgy, bükk vagy nyír alatt. Júliustól októberig terem.
Nem ehető gomba.